# Karl von Prittwitz
Pour les articles homonymes, voir von Prittwitz.
Karl Ludwig Wilhelm Ernst von Prittwitz (né le 16 octobre 1790 sur le domaine de Karish dans le canton de  Strehlen et décédé le 8 juin 1871 à Görlitz) est un général d'infanterie prussien et membre de l'ordre protestant de Saint-Jean.

## Famille
La famille Prittwitz est une grande famille faisant partie de la noblesse. Elle est originaire de Silésie. Karl von Prittwitz est le fils de Karl Julius Wilhelm von Prittwitz, administrateur d'arrondissement (de) et grand propriétaire terrien, et de Wilhelmine Ernestine Luise von Voss (de), fille du général Ludwig Ernst von Voß (de).
Il se marie en premières noces Henriette von Bergh (née le 6 avril 1804 au Palais du Prince Henri à Berlin et décédée le 15 janvier 1829 à Potsdam) le 10 mai 1824 au Château de Charlottenburg dans le quartier éponyme de Berlin. Elle est la fille du colonel et grand propriétaire Christian Karl Maximilian von Bergh, dirigeant le domaine de Waldow, et de Sophie comtesse von Néale. Le couple a trois filles, dont deux sont mortes jeunes. La fille survivante Henriette Luise Sophie Julie (1828-1852) épouse le président du district Robert von Prittwitz und Gaffron. 
Après la mort de sa première femme, Prittwitz se remarie à Antoinette comtesse von Hacke (née le 27 juillet 1799 sur le domaine de Radewitz et décédée le 4 janvier 1874 à Görlitz) le 25 avril 1830 sur le domaine de Radewitz à Grünz en province de Poméranie. Elle est la fille de Boguslaw comte von Hacke et de Wilhelmine von Kummer. De ce mariage sont nés le général de division prussien Karl von Prittwitz und Gaffron (1833-1890) et deux filles. Sa fille Henriette (1831-1913) épouse le banquier Friedrich Martin von Magnus (de) (1796-1869) en 1857, et Anna (1836-1859) épouse le futur général d'infanterie Rudolf von Reibnitz (1829-1909).

## Carrière militaire

### Début militaire et campagnes contre Napoléon
Après avoir fait un voyage de 15 jours en voiture, Prittwitz entre le 5 mars 1803 dans l'armée, à l'âge de 12 ans, au grade de Fahnenjunker. Il sert dans le régiment d'infanterie von Zenge à Königsberg en province de Prusse-Orientale. Dès le 31 décembre 1804 il passe au grade d'enseigne, et participe à 16 ans à sa première bataille à Iéna le 14 octobre 1806. Une rumeur court à l'époque comme quoi il y aurait blessé, la famille dément toutefois clairement cette rumeur en 1870. Il vit ensuite jusqu'en 1810 et son rappel dans la maison familiale.
Le 21 février 1810, il devient sous-lieutenant et entre dans le premier régiment d'infanterie prussien-oriental, avant d'être affecté le 5 août 1811 au premier régiment d'infanterie de Prusse occidentale. Le 26 février 1812, il entre à l'état-major sous les ordres du major-général Yorck. Lors de la campagne de Russie, le 20 octobre 1812, il devient lieutenant. Il participe aux guerres contre Napoléon en 1813 et 1814, et notamment aux batailles de Gross Beeren, de Zahna et de Dennewitz. Il continue de gravir les échelons et passe capitaine en second le 12 juin 1813 puis capitaine le 24 novembre 1813 à l'âge de 24 ans seulement, avant de devenir commandant le 5 février 1815.

### Ascension militaire
Le 30 décembre 1818, il est nommé adjudant du Kronprinz Guillaume de Prusse. À partir du 3 mai 1821, il est chef d'une partie de l'état-major, et à partir du 6 avril 1822 « Flügel-Adjutant », et enfin le 30 mars 1824 lieutenant-colonel.
Le 1er juin 1828, il devient commandant du 1er régiment à pied de la Garde et est promu colonel le 30 mars 1829. Il participe à ce poste à la revue de Kalisch le 12 septembre 1835. Le 20 septembre 1835 il est promu commandant de la 1re brigade d'infanterie de la Garde et devient major-général le 30 mars 1836. Pour finir, Prittwitz, devient le 30 mars 1838 commandant de Potsdam.
Le 1er mars 1843, Prittwitz devient commandant de la 1re division de la Garde. C'est à ce moment-là de sa vie, qu'il commence à écrire. Ainsi parait en 1843 Militairischen Beiträge zur Geschichte des Jahres 1813 (compte-rendu militaire de l'année 1813), en 2 tomes qui décrit l'organisation de l'armée de l'époque. Le 30 mars 1844, il est promu lieutenant-général.
Pendant la révolution de mars, Prittwitz prend la relève de Pfuel à la tête du commandement au début des combats de barricade. Le désastre qui s'ensuit ne lui porte pas trop préjudice et il devient général de la garde. Il devient le 16 mars 1849 général en chef de l'armée allemande dans la première guerre de Schleswig qui dure de 1848 à 1851. Il participe notamment à la bataille de Düppel le 13 avril 1849.
Friedrich Daniel Bassermann, autrefois secrétaire d'État chargé de l'intérieur, note le 26 avril 1849 à l'attention de Heinrich von Gagern, alors ministre-président : « le roi a écrit à Prittwitz une note (surement à propos du franchissement de la frontière du Jütland, lors du conseil des ministres de la veille, le ministre des affaires étrangères avait en effet conseillé de ne pas la franchir),  où il lui demande si en tant que général prussien, il ne doit pas obéir à ses ordres. », ce à quoi Prittwitz répond qu'il a prêté serment à l'administration provisoire (le Parlement de Francfort) avec l'autorisation de sa majesté, et que par conséquent c'est d'elle qu'il prenait ses ordres.
Le 3 novembre 1849, Prittwitz devient (d'abord provisoirement) général commandant de la Garde. Un an plus tard (le 5 mars 1853, il fait son jubilé pour ses 50 ans de services et prend sa retraite peu de temps après.

## Œuvre
- (de) Beiträge zur Geschichte des Jahres 1813, 1843
- (de) Gerd Heinrich, Das Erinnerungswerk des Generalleutnants Karl Ludwig von Prittwitz und andere Quellen zur Berliner Märzrevolution und zur Geschichte Preußens um die Mitte des 19. Jahrhunderts, Berlin, Walter de Gruyter, 1985 (ISBN 3110083264)

## Honneurs
- citoyen d'honneur de Potsdam en 1843
- Il devait être également citoyen d'honneur de la ville de Berlin, mais Prittwitz refusa.

## Médailles
- Pour le Mérite (1849)
- L'Ordre de l'Aigle rouge de première classe avec épée en 1849
- L'Ordre de l'Aigle rouge de première classe avec brillants en 1853 pour son jubilé
- Grande croix Ordre de l'Aigle rouge
- Nombreux ordres des rois et princes de Saxe, Bavière, Hanovre, Hesse et autres
- Ordre de Saint-Alexandre Nevski
- Ordre impérial de Léopold, de première classe
- Officier de la légion d'honneur en 1817